# 브로그

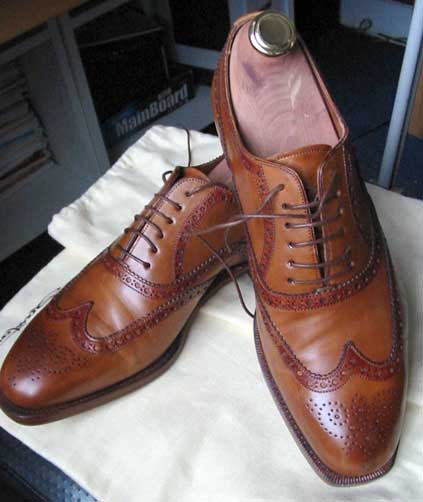

브로그(brogue) 또는 브로그 슈(brogue shoe)는 전통적으로 장식용 천공("브로깅")이 있고 눈에 보이는 가장자리를 따라 톱니 모양이 있는 여러 조각의 튼튼한 가죽 갑피가 특징인 낮은 굽의 신발 또는 부츠 스타일이다.
브로그는 원래 천공이 습한 기후에서 갑피가 더 빨리 건조될 수 있도록 의도되었기 때문에 전통적으로 야외용 또는 컨트리 신발로 간주되었다. 따라서 브로그는 캐주얼이나 비즈니스 행사에 적합하지 않은 것으로 간주되었지만 이제 브로그는 대부분의 상황에서 적절한 것으로 간주된다. 브로그는 네 가지 토 캡 스타일(풀 또는 "윙팁", 세미, 쿼터 및 롱윙)과 네 가지 클로저 스타일(옥스포드, 더비, 길리 및 몽크) 중 하나로 가장 일반적으로 발견된다. 오늘날 브로그는 견고한 가죽 신발이나 부츠의 전형적인 형태뿐만 아니라 비즈니스 드레스 슈즈, 운동화, 하이힐 여성용 신발 또는 다중 조각 구조, 브로그의 특징인 톱니 모양의 가장자리를 활용하거나 연상시키는 기타 신발 형태의 형태를 취할 수 있다.